# Borex
Borex es una comuna suiza del cantón de Vaud, situada en el distrito de Nyon. Limita al norte con las comunas de Chéserex y Grens, al este con Signy-Avenex y Eysins, al sur con Arnex-sur-Nyon, y al oeste con Crassier.
La comuna hizo parte hasta el 31 de diciembre de 2007 del círculo de Gingis.